# Massif du Dachstein
Pour les articles homonymes, voir Dachstein (homonymie).
Le massif du Dachstein est une chaîne de montagnes fortement karstique des Préalpes orientales septentrionales. Elle se situe entièrement en Autriche, s'étendant sur des portions du land de Salzbourg, de la Haute-Autriche et la Styrie : aussi l'appelle-t-on fréquemment la « chaîne des trois pays ». Le point culminant de cette chaîne montagneuse est le Hoher Dachstein, d'une altitude de 2 995 m.
Le massif du Dachstein possède également le plus vaste glacier des préalpes orientales. Les lacs au nord, les cirques et les glaciers au centre du massif, ainsi que les à-pics de la face sud font la renommée de cette chaîne de montagne prisée des touristes et des alpinistes.
Le massif du Dachstein est l'exemple le plus révélateur de « causse alpin » des Alpes orientales : ses remparts extérieurs ne défendent pas un monde d'aiguilles, mais d'immenses surfaces désolées. La multitude de cavités reconnues confirme le bien-fondé du rapprochement avec les gorges du Tarn.

## Géographie

### Situation

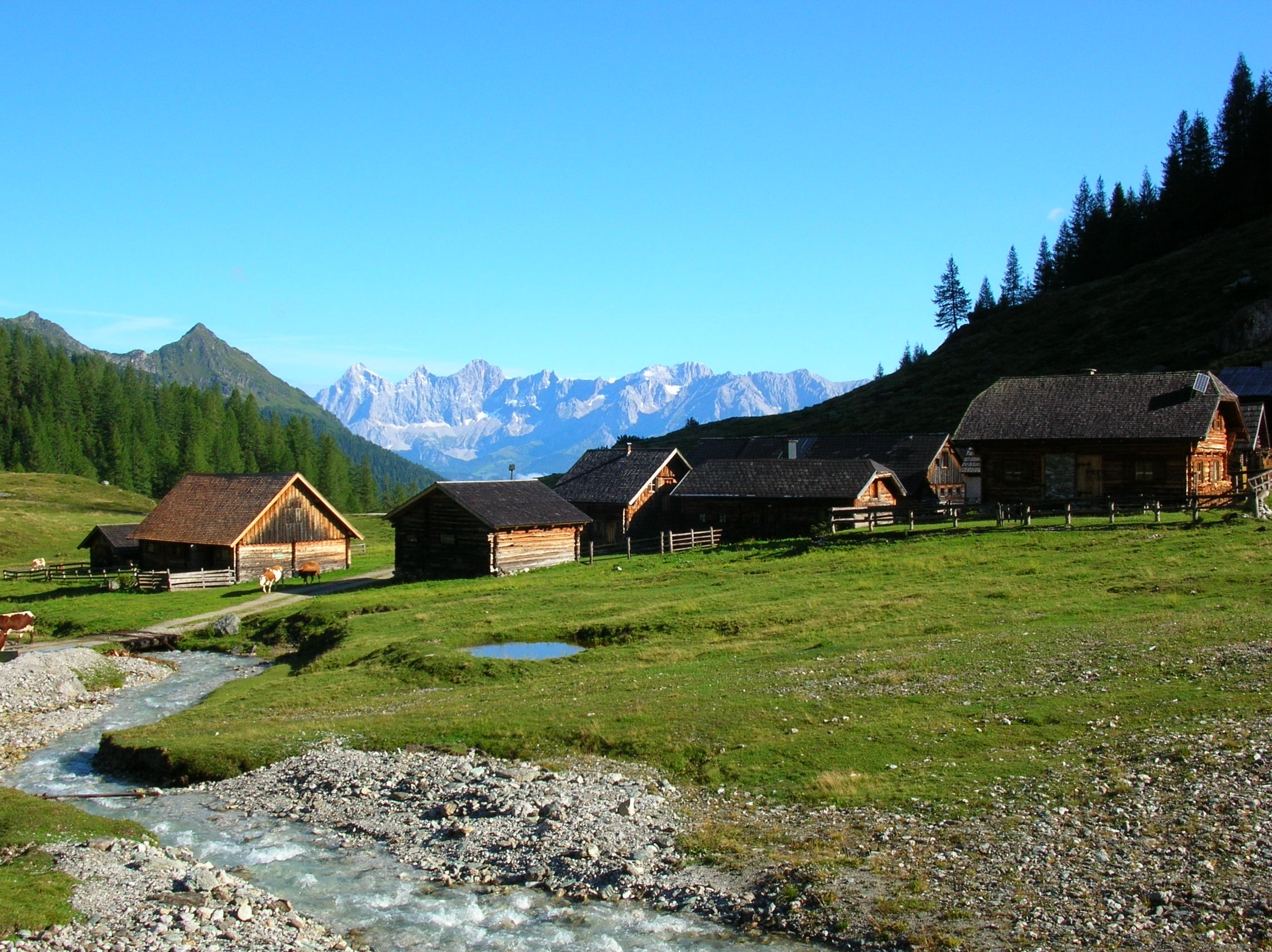
La chaîne du Dachstein vue des sources de l'Alm, un torrent du chaînon de Schladming, dans les Niedere Tauern.

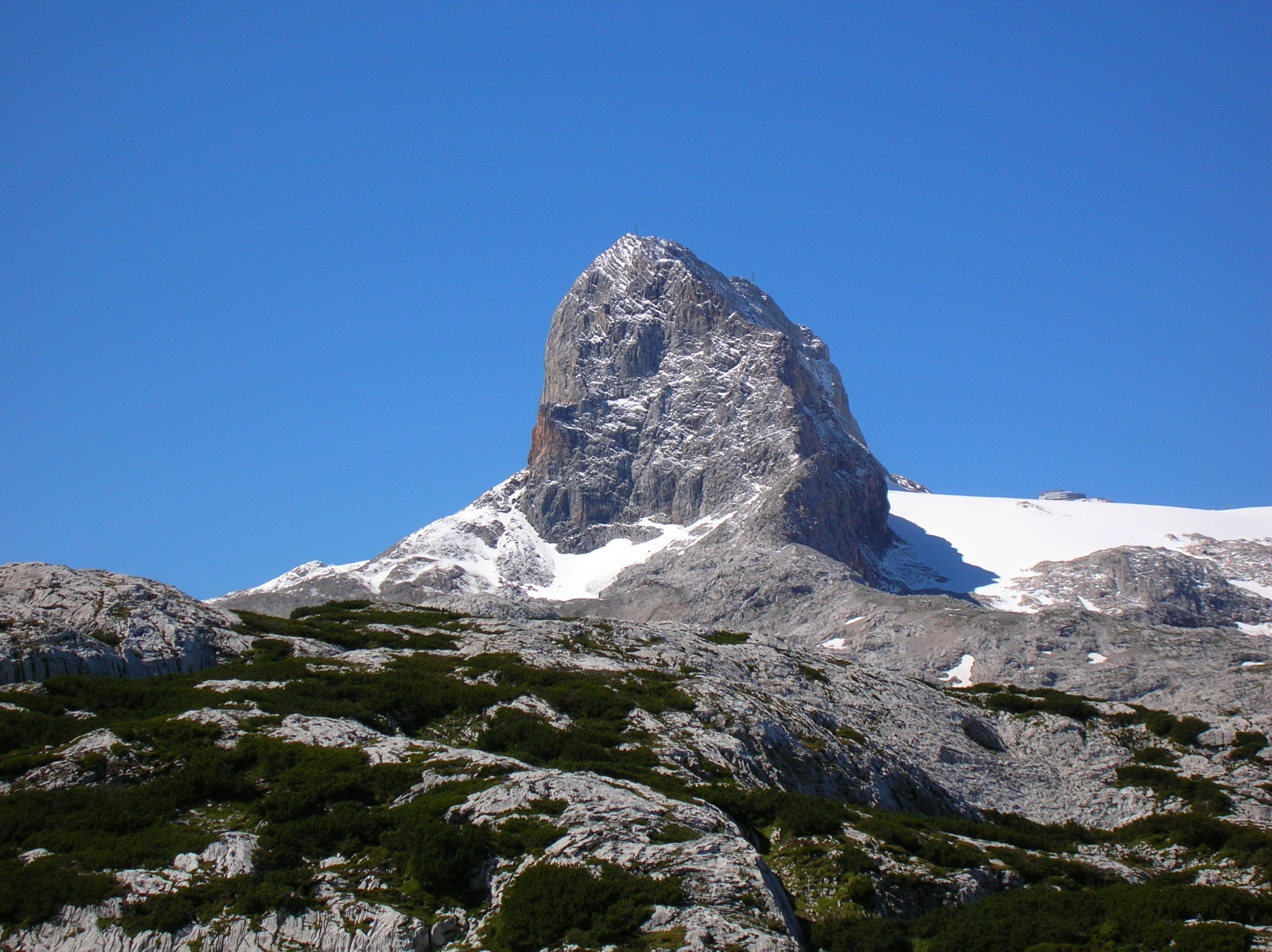
Koppenkarstein (2865 m).

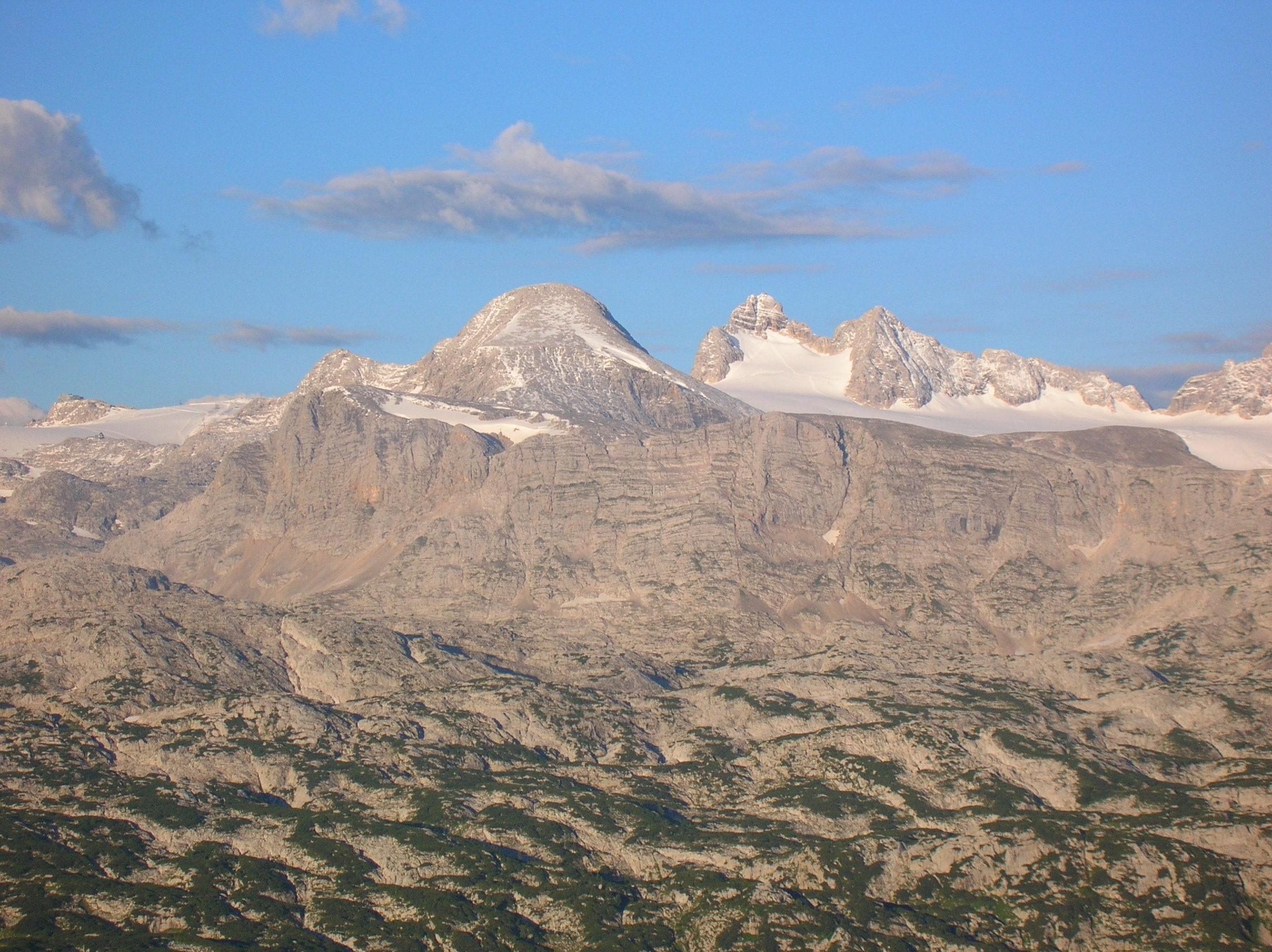
Le pic du Hoher Dachstein et ses abords.

La chaîne du Dachstein est entourée des chaînes de montagne suivantes :
- le massif du Salzkammergut (au nord-ouest) ;
- le massif mort (au nord-est) ;
- les Niedere Tauern (au sud) ;
- le massif de Tennen (à l'ouest).

Elle est bordée au sud-est par l'Enns.

### Sommets principaux
Le massif s'étend au total sur 20 × 30 km avec une douzaine de sommets dépassant les 2 500 m, les plus élevés se trouvant au sud-sud-est :
- Hoher Dachstein, 2 995 m ;
- Torstein, 2 948 m ;
- Mitterspitz, 2 925 m ;
- Koppenkarstein, 2 863 m ;
- Hoher Gjaidstein, 2 792 m ;
- Hunerkogel, 2 694 m ;
- Scheichenspitze, 2 667 m ;
- Bischofsmütze, 2 458 m ;
- Grosswand, 2 415 m ;
- Armkarwand, 2 348 m ;
- Däumling, 2 322 m ;
- Sternkogel, 2 320 m ;
- Mandlkogel, 2 273 m ;
- Wasserkarkogel, 2 268 m ;
- Rötelstein, 2 247 m.

### Topographie
La chaîne du Dachstein offre deux versants bien contrastés : au nord, depuis les lacs de Gosau, s'impose l'image des glaciers, surplombés par la chaîne des sommets ; tandis que la façade sud est composée de parois verticales.
La chaîne du Dachstein comprend trois grands glaciers, qui sont les plus septentrionaux et les plus à l'est de toutes les Alpes : 
- glacier de Hallstatt ;
- Grand glacier de Gosau ;
- glacier de Schladming.

On trouve en outre de petits glaciers, comme le Petit glacier de Gosau et le Schneeloch. Les glaciers régressent rapidement : ainsi le glacier de Hallstatt a reculé de 20 m pour la seule année 2003. On prévoit que d'ici 80 ans la région sera totalement dépourvue de glace.
Par sa situation exposée entre le lac de Hallstatt, la vallée de la Traun, la large vallée de l'Enns et des cols plus petits, elle a un effet important sur le climat local.
À l'est le plateau karstique « Auf dem Stein » vient s'y rattacher, qui se prolonge par le chaînon de Kemet (Stoderzinken, Kammspitze) et le pic du Grimming. Le plateau se trouve au nord du Dachstein, et s'étend jusqu'au Krippenstein, au Bischofsmütze (Chapeau de l'Évêque) et jusqu'au Speikberg. Ce plateau, désert de glace l'hiver et plaine aride l'été, fut en 1954 le théâtre de la « tragédie de Heilbronn » (voir ci-après).

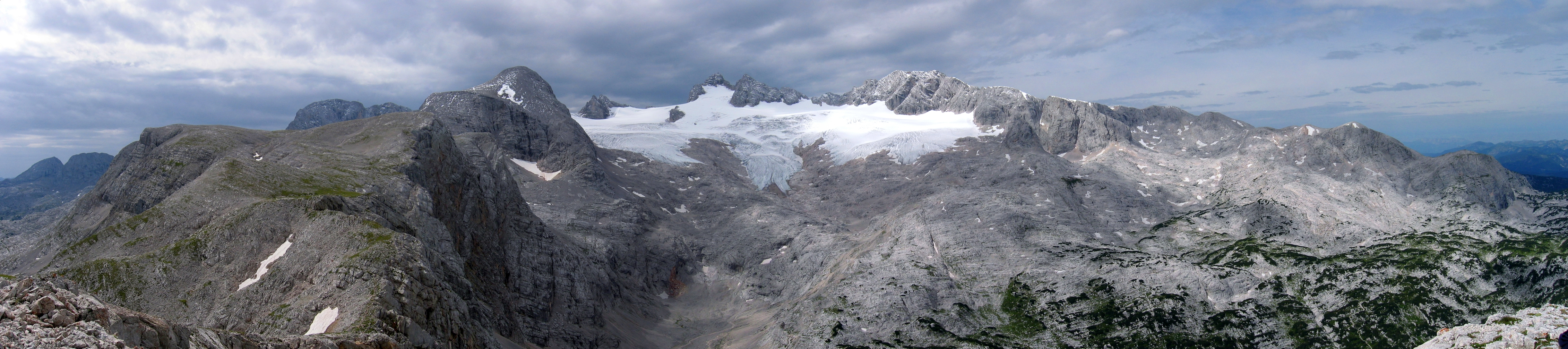
Le Dachstein avec le glacier de Hallstatt.

Le massif du Dachstein se prolonge vers l'abrupte crête de Gosau, dont un sommet isolé, le Bischofsmütze (2 458 m), offre par l'ouest une voie très appréciée des alpinistes malgré sa roche fragile. Au nord de la chaîne, dans le lit de la Traun, se trouvent la glacière du Géant et les grottes de Koppenbrüll (Tropfstein).

## Géologie
Le massif est constitué de nappes de charriage déplacées au cours de l'orogenèse alpine. La roche dominante du massif est le calcaire, qui est présent aussi dans les Préalpes orientales septentrionales, par exemple dans les Dolomites du Trentin-Haut-Adige où il forme des parois verticales. La base est constituée de calcaires et dolomies qui se sont formées durant le Trias inférieur et moyen. Elle porte près de 1 200 m de calcaires lités dits « calcaires du Dachstein », datés du Trias supérieur, créés il y a environ 220 millions d'années.

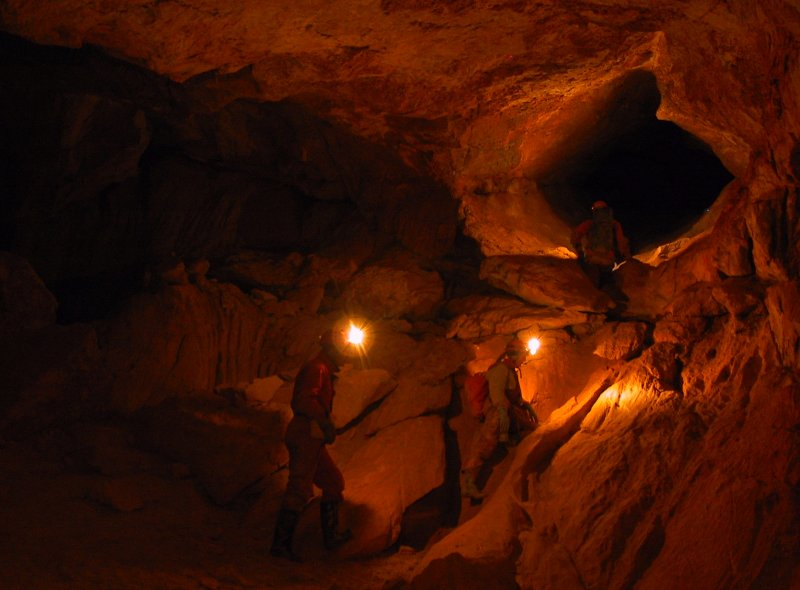
La grotte du Mammouth.

Le Dachstein est une région karstique typique où se sont formées d'innombrables cavités, grâce à l'action conjuguée des fortes précipitations, de la fissuration du calcaire et de la fonte annuelle des neiges. Sur le versant nord se trouvent quelques-unes des plus grandes grottes d'Autriche, comme la grotte du mammouth du Dachstein (Mammuthöhle), la grotte Hirlatz et la glacière du Géant. Ce karst d'altitude présente aussi des lapiaz ainsi que des dolines d'effondrement.
Il est connu pour sa richesse en fossiles. Ainsi, aux environs du chemin de Linz (Linzer Weg) tombe-t-on directement sur des Kuhtritte (restes de coquillages).
Le calcaire de récif du Dachstein, plus massif, constitue entre autres les crêtes de Gosau.

## Histoire

### Exploration

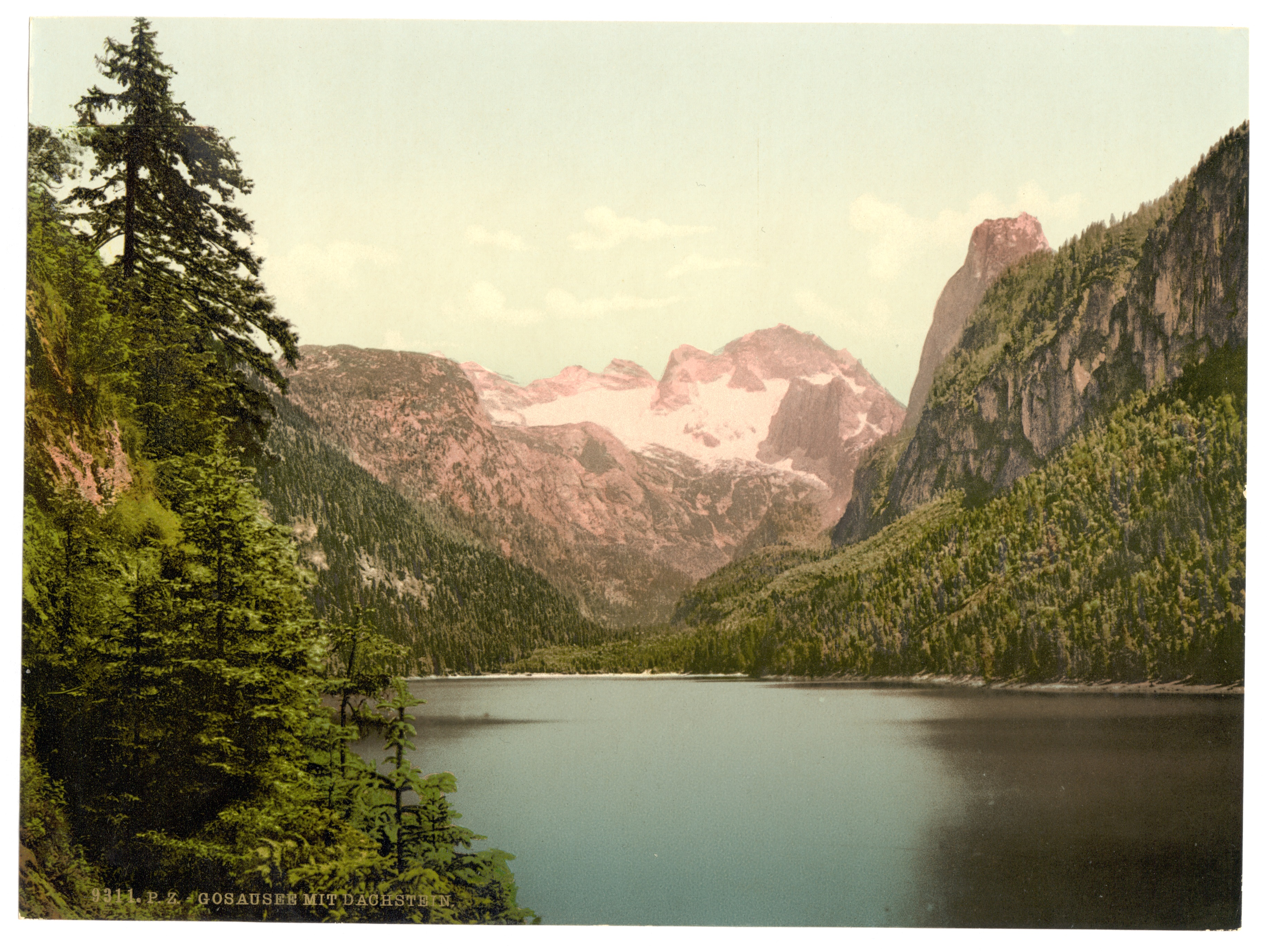
Le lac de Gosau et le Dachstein en 1900.

En 1810, l'archiduc Jean-Baptiste d'Autriche réussit la première traversée du massif du Dachstein. Il traverse la crête principale au niveau de la brèche de Feist dans les environs actuels de la cabane de Guttenberg. Deux ans plus tard, l'archiduc Charles Louis d'Autriche entreprend la tentative d'ascension du sommet du Hoher Dachstein, mais doit rebrousser chemin au glacier de Hallstatt.
En 1819, le Torstein, le sommet le plus occidental du versant sud du Dachstein, est gravi pour la première fois par Jakob Buchsteiner. En 1834, le point culminant du massif est enfin atteint par Karl Thurwieser et Peter Gappmayr.
Friedrich Simony consacre au XIXe siècle beaucoup d'années de recherche dans la région. En 1847, il exécute la première ascension hivernale. Il met également en place de nombreuses voies et refuges pour rendre accessible le Hoher Dachstein. Le 14 août 1872, son fils ainé, Oskar Simony, est le premier à atteindre le Mitterspitz, le troisième sommet le plus élevé dans la crête principale. Enfin, son plus jeune fils, Arthur Simony, est le premier à gravir le Koppenkarstein, le 20 août 1873.
Le 17 juillet 1910, Georg Lahner et d'autres réussissent à pousser plus profondément leur descente dans la glacière du Géant. La même année commence l'exploration de la grotte du mammouth, et à partir de 1980 celle de la grotte du versant sud s'intensifie.

### La tragédie de Heilbronn
Lors du Jeudi Saint 1954 (15 avril 1954), dix élèves et leur instituteur de Heilbronn partent pour une randonnée d'une journée afin de faire le tour du Krippenstein. Alors qu'ils arrivent à Obertraun, le mauvais temps s'annonce, mais ils poursuivent sans difficulté leur marche jusqu'aux alpages du Schönberg, où on les met en garde contre les risques qu'ils courent (la météo avait prévu une tempête de neige). Alors qu'ils entament la montée vers le plateau, ils croisent deux employés redescendant précipitamment, qui les invitent sans succès à faire demi-tour. La brume tombe alors rapidement sur la montagne puis une tempête s'abat, qui couvre le sol d'un mètre de neige. Dans ce paysage karstique vierge d'arbre et de tout point de repère, le groupe se disperse et est à la merci d'une chute à chaque instant. Pourtant, l'instituteur et ses élèves parviennent à construire un igloo mais, impatientés par la durée de la brume, ils finiront par quitter cet abri.
La tempête levée, il s'ensuit la plus intense campagne de sauvetage qu'ait connue la région. On ne retrouvera les deux derniers cadavres qu'après 43 jours de recherches. Tous les promeneurs étaient morts gelés.
La « Croix de Heilbronn » commémore cette catastrophe du Dachstein, ainsi qu'un mémorial au cimetière central de Heilbronn.
Peter Gruber, écrivain originaire de Haute-Styrie, a tenté dans son dernier roman Tod am Stein (2006) de donner une version romancée de cette tragédie. Il a passé des années à réunir les éléments de son livre en compulsant les archives de Heilbronn.

## Activités

### Stations de sports d'hiver
- Filzmoos
- Gosau
- Hallstatt
- Obertraun
- Ramsau am Dachstein

En hiver des pistes skiables sont ouvertes aussi bien sur le versant nord que sur le versant sud. La traversée du massif en ski de fond du sud (Ramsau) au nord (Obertraun ou Hallstatt) est aussi une randonnée très appréciée.

### Alpinisme

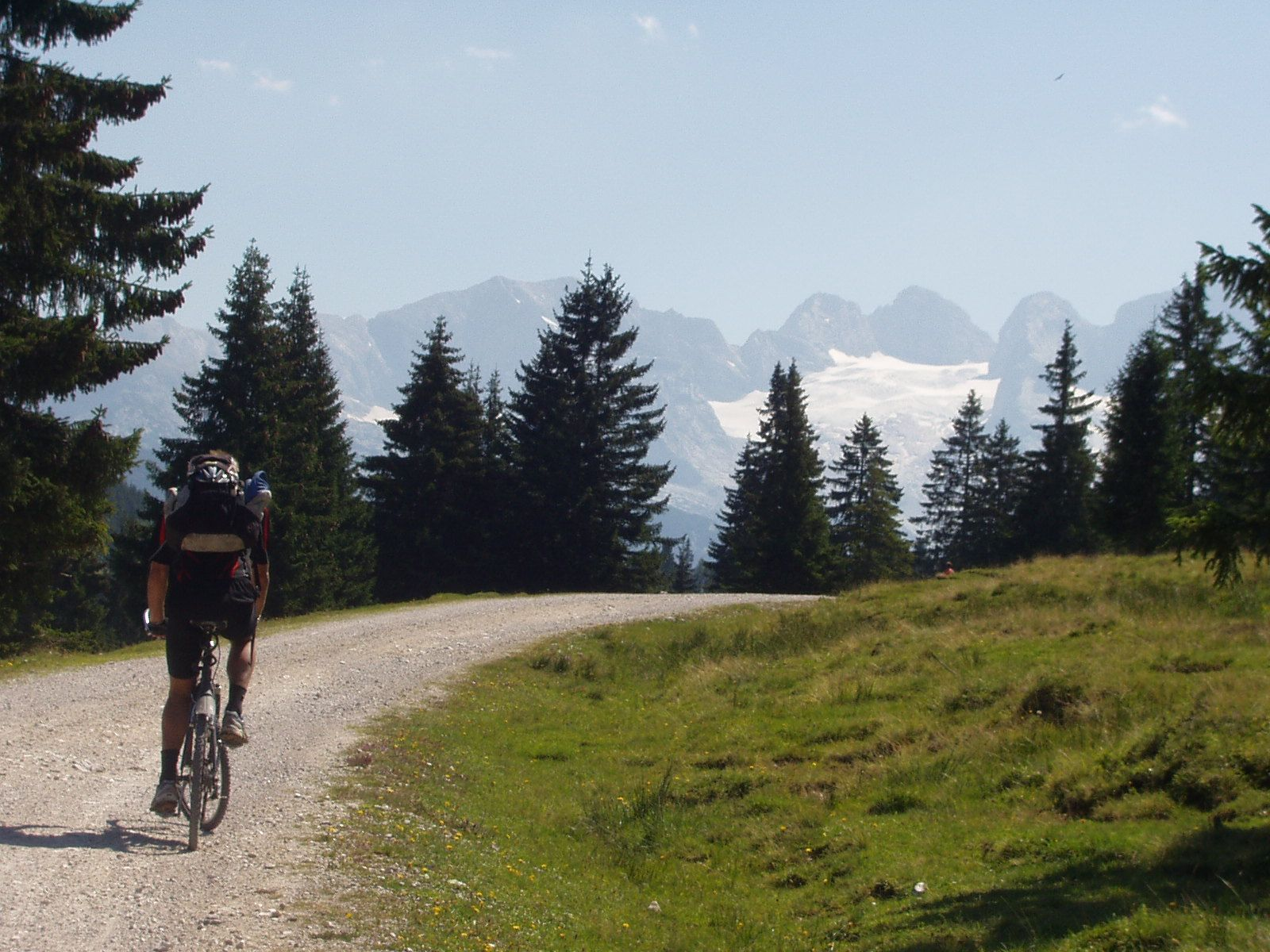
Le Dachstein vu depuis la piste cyclable.

En tant que sommet principal du massif et point culminant de la Haute-Autriche et de la Styrie, le Hoher Dachstein est gravi aussi bien en hiver qu'en été. Les jours où de bonnes situations météorologiques sont présentes, il est fréquent de trouver une centaine d'alpinistes en chemin et des bouchons dans les lieux clés. Mais de nombreux autres sommets et chemins constituent des destinations populaires pour les randonneurs :
- Hoher Gjaidstein (2 794 m) : peut être atteint facilement par la station du versant sud du Dachstein ;
- Hoher Krippenstein (2 108 m) : terminus du téléphérique d'Obertraun ;
- Zinken (1 854 m) : sommet le plus au nord-est de la chaîne, accessible seulement après une fatigante excursion d'une journée depuis Bad Aussee ;
- Kufstein (2 049 m) : sommet le plus oriental avec un excellent panorama sur les montagnes environnantes ;
- Scheichenspitze (2 667 m) : sommet le plus méridional ;
- Rötelstein (Rettenstein, 2 247 m) : sommet le plus au sud-ouest, avec une vue intéressante sur le versant sud du massif.

La traversée du massif dans le sens de la longueur, beaucoup plus étendue, se fait depuis le refuge Hofpürgel dans le chaînon de Gosau jusqu'au Stoderzinken. Cette course peut être accomplie dans sa « variante glacier » (avec traversée par les glaciers de Gosau, Hallstatt et Schladming) ou dans sa « variante sans glacier » (avec traversée dans la première partie au pied des falaises du versant sud).
En dehors de ça, de nombreux itinéraires de via ferrata sont présents dans la région. Les plus connus et les plus intéressants se situent dans les falaises presque verticales du versant sud :
- Steinerweg (Hoher Dachstein, itinéraire classique, IV+) ;
- Pichlweg (Hoher Dachstein, itinéraire classique, IV) ;
- Koppenkarstein-Südwand (itinéraire classique, IV) ;
- « Merci Cerri » (Koppenkarstein, itinéraire sportif) ;
- « Der Johann » (Dachsteinwarte, via-ferrata) ;
- via ferrata de Ramsau (Scheichenspitze, via-ferrata).

Le Hoher Dachstein a la particularité d'abriter un tunnel piéton qui permet de relier la station de montagne du versant sud au départ de la via ferrata de Ramsau et au départ de l'itinéraire de randonnée à ski à travers d'Edelgries.

### Téléphériques
Le massif est pourvu de deux téléphériques :
- téléphérique du Dachstein à Obertraun : cette installation composée de quatre tronçons amène les touristes vers les glacières naturelles et le Krippenstein. En hiver, certains départs de ski se font également à partir de cet endroit. Récemment, le Krippenstein est devenu un centre important de free-ride en Autriche ;
- téléphérique du versant sud à Ramsau am Dachstein : il franchit 1 000 mètres sans aucun pylone et se termine au Hunerkogel (2 687 m), à l'un des plus bas points culminants du versant sud. Il permet aussi d'atteindre le petit domaine skiable d'été et le centre d'entraînement de ski de fond du glacier de Schladming.

### Randonnée

#### Chemins de grande randonnée
La Via Alpina, un chemin de randonnée transfrontalier comprenant cinq itinéraires à travers les Alpes, traverse aussi la chaîne du Dachstein. La voie violette de la Via Alpina traverse la chaîne en deux étapes :
- étape A33 depuis Gosau jusqu'au refuge Theodor-Körner par le refuge de Gablonz ;
- étape A34 depuis le refuge Theodor-Körner jusqu'à Lungötz par le refuge de Hofpürgl.

#### Refuges
Au nord de la ligne de crête (d'ouest en est) :
- refuge Adamek (2 196 m) ;
- refuge de Seethal (refuge de la halte) (2 741 m) ;
- Refuge Simony (2 205 m) ;
- cabane Wiesberg (1 872 m) ;
- relais « am Krippenstein » (2 060 m)- anciennement « abri Krippenstein ».

Au sud de la ligne de crête (d'ouest en est) :
- refuge du versant sud (1 871 m) ;
- refuge Austria (1 638 m) ;
- cabane Guttenberg (2 147 m) ;
- refuge Silberkar (1 223 m).

### Spéléologie
- Schwarzmooskogelhoehlensystem-Kaninchenhohle, cavité qui développe plus de 60 kilomètres de galeries et puits, pour une dénivelée supérieure à 1 000 mètres (cf. Liste des plus longues cavités naturelles).

### Tourisme
Autres attractions touristiques :

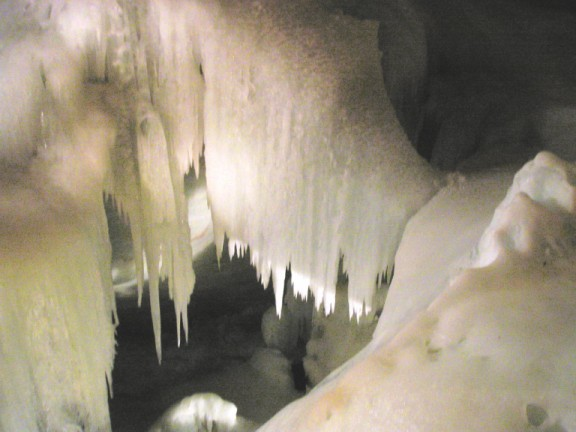
La glacière du Géant.

- la glacière du Géant du Dachstein, la grotte du mammouth et la grotte des échos : toutes ces galeries karstiques sont accessibles depuis l'Obertraun.
- plusieurs chemins de randonnée notamment à travers les collines boisées, qui se trouvent au sud : Bachlalm, Brandriedl, etc. ;
- Silberkarklamm : de petits ravins escarpés au sud-ouest ;
- le musée alpin : un petit musée se trouve dans les caves du refuge « Austriahütte » à Brandriedl ;
- la chapelle du Dachstein ;
- le musée des Grottes se trouve près de la gare du funiculaire Schönbergalp pour aller vers la « grotte du mammouth » ; on peut y voir une maquette en trois dimensions des grottes, ainsi que l'histoire des recherches spéléologiques menées dans la région.

## Sources
- (de) Cet article est partiellement ou en totalité issu de l’article de Wikipédia en allemand intitulé « Dachsteingebirge » (voir la liste des auteurs).